# Przejście graniczne Kuźnica Białostocka-Bruzgi
Przejście graniczne Kuźnica Białostocka–Bruzgi – polsko-białoruskie drogowe przejście graniczne położone w województwie podlaskim, w powiecie sokólskim, w gminie Kuźnica, w miejscowości Kuźnica. Do przejścia dochodzi polska droga krajowa nr 19 oraz białoruska droga magistralna M6.

## Opis
Przejście graniczne Kuźnica Białostocka–Bruzgi zostało uruchomione we wrześniu 1990 roku, dzięki umowie między Rządem Rzeczypospolitej Polskiej a Rządem Republiki Białoruskiej. Czynne jest przez całą dobę. Dopuszczony jest ruch osobowy i towarowy bez względu na ich obywatelstwo lub przynależność państwową oraz mały ruch graniczny. Od 1 stycznia 2014 roku również dla ruchu pieszego. Odprawy graniczne wszystkich kategorii osób oraz środków transportu dokonywane są na terytorium RP. Przejście graniczne obsługuje Placówka Straży Granicznej w Kuźnicy.

### Dokonywane odprawy
Stan z 19 listopada 2007;

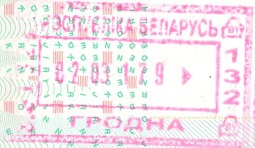
Białoruski stempel kontroli granicznej

Odprawy graniczne wszystkich kategorii osób oraz środków transportu dokonywane są na terytorium RP:
- Kierunek wjazdowy do RP:
  - samochody osobowe na 5 pasach
  - autokary na 1 pasie
  - VIP na 1 pasie
  - odprawy samochodów ciężarowych dokonywane na platformie na terenie przejścia na której jednorazowo pomieścić się może ok. 100 samochodów ciężarowych.
- Kierunek wyjazdowy z RP
  - samochody osobowe na 5 pasach
  - autokary na 1 pasie
  - VIP na 1 pasie
  - odprawy samochodów ciężarowych dokonywane będą na platformie na terenie przejścia na której jednorazowo pomieścić się może ok. 100 samochodów ciężarowych.

W okresie istnienia Związku Radzieckiego funkcjonowało w tym miejscu polsko-radzieckie drogowe przejście graniczne Kuźnica Białostocka. Czynne było całą dobę. Dopuszczony był ruch osobowy dla obywateli polskich i Związku Radzieckiego oraz towarowy dla obywateli Rzeczypospolitej Polskiej i Związku Radzieckiego, uproszczony ruch graniczny na podstawie przepustek.

## Wydarzenia
- 1993 – kwiecień, celem usprawnienia obsługi wprowadzono wspólne odprawy paszportowo-celne[11].
- 1994 – funkcjonariusze GPK SG w Kuźnicy udaremnili wywóz 300 pojazdów z Polski na przejściu granicznym Kuźnica Białostocka-Bruzgi[12].
- 1996 – 25 listopada przebywała na przejściu granicznym w Kuźnicy Białostockiej delegacja MSW niemieckich landów: Brandenburgii, Meklemburgii, Saksonii oraz Urzędu Senatora SW Berlina. Z polskiej strony gościom towarzyszyli: Stanisław Korciński przedstawiciel MSW, ppłk SG Leszek Bieńkowski Zastępca Komendanta Głównego SG i Komendant Podlaskiego Oddziału SG. Celem wizyty było zapoznanie się z warunkami odpraw[12].
- 1998 – 20 stycznia pod Urzędem Wojewódzkim w Białymstoku doszło do manifestacji kupców i właścicieli drobnych przedsiębiorstw przeciwko zahamowaniu ruchu granicznego. Ponad 1,5 tys. kupców demonstrowało, a dwa tygodnie później doszło do blokady przejścia granicznego w Kuźnicy Białostockiej, które około 700 samochodów osobowych zablokowało. Blokada handlowców z ulicy Kawaleryjskiej była odpowiedzią na brak reakcji urzędu na postulaty w sprawie złagodzenia przepisów granicznych, związanych z ustawą o cudzoziemcach (27 grudnia 1997 roku weszła w życie nowa ustawa o cudzoziemcach, która zaostrzyła zasady wjazdu do Polski)[13].
- 2000 – 24 marca zapadła decyzja o rozbudowie przejścia granicznego w Kuźnicy Białostockiej. Przejście to miało się stać w przyszłości najważniejszym przejściem na wschodzie i miało odprawiać 8000 samochodów na dobę. Budowa przejścia miała być zakończona w 2003 roku. Nowe przejście zajmować będzie obszar 18 ha, a do tego czasu zajmowało 2 ha[14].
- 2018 – 16 kwietnia funkcjonariusze placówki Straży Granicznej w Kuźnicy udaremnili próbę przemytu na Wschód 114 kg haszyszu, o czarnorynkowej wartości blisko 5,7 mln zł. Narkotyki były ukryte w skrytkach osobowego auta, którego kierowcą był obywatel Rosji[15].
- 2021 – 9 listopada zawieszony został ruch graniczny, mający związek z kryzysem migracyjnym[16].